# Detroit Metal City
Detroit Metal City (jap. デトロイト メタル シティ, Detoroito Metaru Shiti) ist ein von Kiminori Wakasugi gezeichneter Manga, der seit dem Jahr 2005 innerhalb des Magazins Young Animal erscheint. Die Manga-Reihe leitete sowohl die Thematik als auch ihren Namen von der Kiss-Single Detroit Rock City ab. Aufbauend auf der Handlung des Manga sind sowohl eine Realverfilmung als auch eine 12-teilige OVA im Jahr 2008 entstanden.

## Handlung
Der Hauptcharakter Sōichi Negishi hat als schüchterner Jugendlicher den Traum, während seines Studiums in Tokio in einer angesagten Band mitzuspielen. Trotz seiner Liebe für schwedische Popmusik findet er sich als Frontmann der Death-Metal-Band Detroit Metal City (kurz DMC) wieder. Dort tritt er zusammen mit dem wilden Schlagzeuger Terumichi Nishida und dem Bassisten Masayuki Wada auf. Alle drei verbergen sich hinter weißen Masken, die sich an denen der Band Kiss anlehnen. Ein weiteres Mitglied der Band ist Keisuke Nashimoto, der in den Konzerten die Rolle des „kapitalistischen Schweins“ übernimmt. So wird er von Sōichi, der als sein Alter Ego „Johannes Krauser II.“ auftritt, regelmäßig während der Auftritte misshandelt. Angetrieben von der lautstarken und aggressiven Präsidentin der Death Records wird den Bandmitgliedern ein Leben diktiert, welches sie selbst nicht wollten.
Inmitten dieses Konflikts trifft Sōichi auf seine alte Schulfreundin und Liebe Yuri Aikawa, die die Band und ihre oft radikalen Fans verachtet. So versucht Sōichi, den Spagat zwischen diesen beiden Welten zu schaffen. Inzwischen wird die Band immer populärer und Sōichi kann sich immer weniger zwischen seiner Liebe und der Bühne entscheiden.

## Charaktere
Sōichi Negishi
根岸 崇一, Negishi Sōichi, gesprochen von Daisuke Kishio als Sōichi und Yuji Ueda als Krauser, gespielt von Ken’ichi Matsuyama
Als schüchterner Jugendlicher mit einer Vorliebe für schwedische Popmusik und Shibuya-kei, verwandelt er sich innerhalb der Band DMC zu dem genauen Gegenteil, dem gewalttätigen Death-Metal-Frontman Johannes Krauser II. (ヨハネ クラウザーII世). Sich für seinen Beruf schämend steht er zwischen dem Aufstieg von DMC als große Band und seiner Familie, der er nichts von seinem Doppelleben verrät. In Form von Krauser beweist er ein großes Talent, die Gitarre nur mit seinen Zähnen zu spielen.
Als Johannes Krauser II. tauchte er unter anderem auch in dem Computerspiel Street Fighter Online: Mouse Generation (ストリートファイター オンライン マウスジェネレーション) auf. Eine seiner Spezialfähigkeiten wird als Akuma-Tama bezeichnet, bei der er eine große Kugel aus Schleim spuckt und welche eine Anspielung auf die Spuckattacken im Manga darstellt. Bereits zuvor wurden die Charaktere 009 und 002 aus Cyborg 009 in das Spiel integriert.
Yuri Aikawa
相川 由利, Aikawa Yuri, gesprochen von Masami Nagasawa, gespielt von Rosa Kato
Sie ist eine gute Freundin von Sōichi aus den Zeiten seines Studiums und liebt seine ruhige Natur und die Sanftheit seiner Lieder. Jedoch verachtet sie die Musik von DMC und hasst deren Frontmann Krauser – unwissend, dass es sich dabei um dieselbe Person handelt.
Präsidentin von Death Records
デスレコーズ社長, Desu Rekōzu Shachō, gesprochen von Ai Kobayashi, gespielt von Yasuko Matsuyuki
Als Präsidentin des Plattenlabels ist sie um die Karriere von DMC bemüht. Dabei denkt sie sich immer wieder neue verrückte oder auch perverse Dinge aus, um die Band berühmt zu machen. Ihre Ideen bringen Sōichi oftmals zur Verzweiflung und sie setzt ihren Willen zur Not mit Gewalt und ihren Bodyguards durch.
Terumichi Nishida
西田 照道, Nishida Terumichi, gesprochen von Makoto Yasumura, gespielt von Ryuji Akiyama
Beschrieben als Curry liebender, übergewichtiger Perverser der nur wenige Worte verliert, gehört der wilde und nicht mehr zu stoppende Schlagzeuger zur Band, in der er unter dem Künstlernamen Camus (カミュ) auftritt.
Masayuki Wada
和田 真幸, Wada Masayuki, gesprochen von Yuto Nakano, gespielt von Yoshihiko Hosoda
In der Band übernimmt er unter dem Namen Alexander Jagi (アレキサンダー ジャギ) die Rolle des Bassisten. Auch er würde als Frauenschwarm lieber in einer Visual-Kei- oder J-Rock-Band spielen. Jedoch fürchtet auch er ihre Managerin.
Keisuke Nashimoto
梨元 圭介, Nashimoto Keisuke, gesprochen von Takashi Matsuyama
Als masochistischer Mann mittleren Alters tritt er während der Konzerte als „kapitalistisches Schwein“ (資本主義の豚, shihon shugi no buta) auf und wird regelmäßig von Krauser auf der Bühne misshandelt.
Jack ill Dark
ジャック イル ダーク, gesprochen von Riki Takeuchi, gespielt von Gene Simmons
Auch unter dem Namen „The Emperor“ bekannt liefert er sich als legendärer Death-Metal-Gitarrist aus den Vereinigten Staaten ein Duell mit DMC. Bei diesem erweckt er ungewollt den Zorn von Sōichi, der ihn daraufhin bei der Vorstellung überschattet. Er übergibt Krauser schließlich den Titel des „Emperor“.

## Manga
Der Manga wird von Kiminori Wakasugi gezeichnet und wird seit dem 29. Mai 2005 innerhalb des Magazins Young Animal, das monatlich von Hakusensha herausgegeben wird. Dort läuft Detroit Metal City immer noch und es wurden bisher sieben Tankōbon-Ausgaben in Japan veröffentlicht. In Taiwan erschienen bisher fünf solcher Ausgaben. Bisher verkauften sich davon mehr als 2 Mio. Exemplare.

## Realverfilmung
Die Umsetzung der Manga-Vorlage als Realfilm hatte am 28. August 2008 in Japan Premiere und lockte mehr als eine Million Menschen in die Kinos. Daraufhin ergaben sich zahlreiche Angebote aus den Vereinigten Staaten und Hongkong für eine Neuverfilmung. In Europa hatte der Film im November 2008 im Hyde Park Picture House, Leeds, Vereinigtes Königreich sein Debüt.

## Anime
Eine Umsetzung als Anime der als OVA veröffentlicht wurde, erfolgte durch das Studio 4°C. Regie führte Hiroshi Nagahama. Die künstlerische Leitung übernahm Shichiro Kobayashi.
Die erste Folge der vollständigen 12-teiligen OVA wurde am 8. August 2008 veröffentlicht. Jede Folge bestand dabei aus 2 Episoden. Wie der Manga besitzt auch die OVA-Reihe kein Ende und es blieb offen, ob es eine Fortsetzung geben wird.

### Musik
Der Vorspanntitel der OVA ist Satsugai von der Band Detroit Metal City, für den Abspann verwendete man Amai Koibito von Kaji Hideki.